# الرقم التسلسلي القياسي الدولي
الرقم التسلسلي القياسي الدولي للدوريات أو الرقم الدولي الموحد للدوريات  ويعرف إختصارا بـ ردمد (ISSN بالانجليزية) هي اختصار لعبارة (International Standard Serial Number) هو عدد فريد مكون من ثمانية أرقام يستخدم لتعريف المطبوعات أو الدوريات الإلكترونية. يأخذ نظام ISSN رقم المنظمة الدولية للمعايير 3297 في المعايير الدولية.
يكون ISSN مكون من 8 أرقام مفصولة إلى مجموعتين كل منها مكون من أربع أرقام يفصلها علامة "-".
يفيد الرقم الدوليّ الموحد للدوريات خصوصًا في التمييز بين المنشورات المتسلسلة التي تحمل نفس العنوان، ويستخدم في عمليات الترتيب، والفهرسة، والإعارة بين المكتبات، وفي ممارسات أخرى مرتبطة بالأدب والدوريات.
أصيغ نظام ISSN لأوّل مرة كمعيار دولي للمنظمة الدولية للتوحيد القياسي (ISO) في عام 1971 وتم نشره باعتباره ISO 3297 في عام 1975. وتعتبر اللجنة الفرعية ISO TC 46 / SC 9 هي المسؤولة عن الحفاظ على المعيار.
عندما تنشر دوريّة بنفس المحتوى في أكثر من نوع واحد من الوسائط، يتم تعيين رقم ISSN مختلف لكل نوع من أنواع الوسائط. على سبيل المثال، تنشر العديد من الدوريات في وسائل الإعلام المطبوعة والإلكترونية معًا. وحينئذٍ يشير نظام الرقم الدولي الموحد للدوريات ISSN إلى هذه الأنواع بأرقام مختلفة فيشير إلى النسخة المطبوعة بالرقم (p-ISSN)، ويشير إلى النسخة الإلكترونية بالرقم (e-ISSN). ويتم أيضًا تعيين رقم ISSN للربط (ISSN-L) بين كل أنواع الإصدارات من الدورية، وعادةً ما يكون هو نفس رقم ISSN المعين للدورية في أول وسيط منشور لها، والذي يربط جميع الأرقام الدولية المعينة لكل إصدارات الدورية في جميع الوسائط معًا.

## آليّة صياغة الأكواد
يتمثّل الرقم الدولي الموحد للدوريات في رمز مكوّن من ثمانية أرقام، ومقسوم بفاصلة إلى عددين مكونين من أربعة أرقام. ويمكن تمثيله كرقم صحيح بالأرقام السبعة الأولى. بينما آخر رقم في الكود والذي قد يكون أي رقم صحيح من 1 إلى 9، أو حرف X هو رقم تحقق تأكيدي. يمكن التعبير عن الشكل العام للرقم الدولي الموحد للدوريات وبناء جملة الـISSN على النحو التالي:
NNNN-NNNC
حيث N هي رقم صحيح ينتمي للأرقام من 1 وحتى 9، و C هي رقم صحيح ينتمي للأرقام من 1 إلى 9، أو الحرف X، أي أن C تنتمي إلى المجموعة {0,1,2... 9،X}.
أو عن طريق التعبير بصيغة PCRE العادية كما يلي:
^ [0-9] {4} - [0-9] {3} [0-9xX] $.
على سبيل المثال فإن الرقم الدولي الموحد لمجلة Hearing Research هو 5955-0378، بحيث يكون الرقم الأخير 5 هو رقم التحقق، أي أن (C = 5).
ولحساب رقم التحقق يمكن استخدام الخوارزميّة التالية:
نحسب مجموع الأرقام السبعة الأولى من الرقم الدولي الموحد مضروبًا في موضعه، مع العد من اليمين إلى اليسار، أي 8 و 7 و 6 و 5 و 4 و 3 و 2 على التوالي:
ثم نقسّم المجموع على 11 ونحدد الباقي:
فإذا لم يكن هناك باقٍ لعملية القسمة فسيكون رقم التحقق يساوي 0، وإلا يتم طرح القيمة المتبقية من 11 لإعطاء رقم التحقق:
وبالتالي يكون رقم المثال السابق هو: C = 5.
ويشير الحرف X  في خانة رقم التحقق وفقًا للحسابات، إلى رقم تحقق يساوي من 10.
ولتأكيد رقم التحقق نحسب مجموع الأرقام الثمانية في الرقم الدولي الموحد للدوريات مضروبًا في موضعه في الرقم مع العد من اليمين (فإذا كان رقم التحقق هو X فإننا نقوم بإضافة 10 إلى المجموع). ويجب في النهاية أن يكون باقي قسمة حاصل الضرب هذا على  المعامل 11 يساوي صفر. ويوجد مدقق أرقام ISSN يعمل عبر شبكة الإنترنت يمكنه التحقق من صحة تكوين الأرقام الدولية الموحدة بناءًا على الخوارزمية المذكورة بالأعلى.

### في EANs
يمكن ترميز الرموز الدولية الموحدة في الرموز الشريطية EAN-13 برمز 977 «رمز البلد» لأرقام ISBN)، متبوعًا بالأرقام السبعة الرئيسية من الرقم الدولي الموحد (بدون تضمين رقم التحقق)، متبوعًا برقمين محددين من قِبل الناشر، متبوعين برقم تحقق EAN (والذي لا يلزم أن يتطابق بالضرورة مع رقم التحقق في الرقم الدولي الموحد.

## تخصيص الأكواد والصيانة والبحث
تتعين رموز الرقم الدولي الموحد بواسطة شبكة من المراكز الوطنية للأرقام الدولية الموحدة للدوريات، والتي توجد عادة في المكتبات الوطنية التي يعمل على تنسيقها المركز الدولي للأرقام الدولية الموحدة والذي يقع مقره في باريس. المركز الدولي هو منظمة حكومية دولية تم أنشئت في عام 1974 من خلال اتفاقية بين منظمة اليونسكو والحكومة الفرنسية.

### الأرقام الدولية التسلسلية الموحدة الرابطة
الرقم الدولي التسلسلي الموحد الرابط ISSN-L هو معرف منفرد لجميع إصدارات الدورية التي تحتوي على نفس المحتوى والتي تنشر عبر وسائط مختلفة. وكما هو محدد في بروتوكول المنظمة الدولية للتوحيد القياسي ISO 3297: 2007، يوفر الرقم الرابط آلية لتجميع، أو الربط بين إصدارات الوسائط المختلفة لنفس الدورية، لذلك فإنه لا يغير من صيغة الرقم العادية المستخدمة. بل يعتمد على الرقم الدولي الموحد للنسخة الوسيطة الأولى المنشورة من العمل، وإذا كانت كل من النسخة المطبوعة، والإلكترونية من العمل قد نشرتا في نفس الوقت، فيتم اختيار الرقم الدولي للنسخة المطبوعة كأساس للرقم الدولي الرابط ISSN-L.
من الممكن تعيين رقم ISSN واحد لجميع إصدارات الوسائط باستخدام الرقم الدولي التسلسلي الرابط. حيث يسهّل استخدام الرقم الرابط ISSN-L عمليات البحث، والاسترجاع، والتسليم عبر جميع إصدارات الوسائط لخدمات مثل OpenURL، أو كتالوجات المكتبات، أو محركات البحث، أو قواعد المعرفة.

### التسجيل
يحتفظ المركز الدولي بقاعدة بيانات لجميع الأرقام الدولية الموحدة المخصصة في جميع أنحاء العالم في سجل ISDS (وتشير إلى نظام بيانات الأرقام الموحدة الدولية)، والمعروف باسم سجل ISSN. في نهاية عام 2016 احتوى سجل ISSN على سجلات لـ 1,943,572 عنصر. وهو ليس سجلًّا متاحًا للاستخدام مجانًا عبر شبكات الإنترنت، ولكنه متاح فقط من خلال تسجيل الاشتراك.
عادةً ما تتضمن النسخة المطبوعة من العمل رمز ISSN كجزء من معلومات المنتج المنشور، كما تحتوي معظم مواقع الويب التسلسلية على معلومات رمز ISSN، وغالبًا ما تحتوي قوائم المنشورات المشتقة على رموز ISSN يمكن العثور عليها من خلال عمليات البحث عبر الإنترنت باستخدام رمز ISSN نفسه أو العنوان التسلسليّ.
يسمح موقع WorldCat بالبحث في الكتالوج الخاص به باستخدام رقم الـISSN عن طريق إدخال "issn:" قبل الرمز في حقل الاستعلام. ويمكن للمرء أيضًا الانتقال مباشرةً إلى سجل ISSN من خلال كتابة الرقم الدولي مسبوقًا بالعنوان التالي: "https://www.worldcat.org/ISSN/"  على سبيل المثال: https://www.worldcat.org/ISSN/1021-9749.
هذا لا يستفسر عن سجل الرقم الدولي نفسه، ولكنه يوضح ما إذا كانت أي مكتبة موجودة على Worldcat تحتوي على عنصر يتوافق رقمه الدولي مع رقم ISSN المحدد.

## مقارنة مع المعرفات الأخرى
تتشابه رموز الرقم الدولي الموحد ISSN والرقم المتسلسل ISBN من حيث المفهوم، حيث يتم تخصيص أرقام ISBN للكتب الفردية. وقد يتم تعيين رقم ISBN لإصدارات معينة من الدوريات، بالإضافة إلى رمز ISSN المعين للعمل المسلسل ككل. ورمز الرقم الدولي الموحد ISSN، على عكس رمز ISBN هو معرف مجهول مرتبط بعنوان تسلسليّ، ولا يحتوي على معلومات عن الناشر أو موقعه. لهذا السبب يتم تخصيص ISSN جديد للعمل في كل مرة يخضع فيها لتغيير رئيسي في العنوان.

### ملحقات
ينطبق الرقم الدوليّ المتسلسل الموحد على إصدارات المنشور الدوري بأكمله كمعرف جديد، لذلك أنشئت معرفات أخرى فوقه للسماح بالإشارات إلى مجلدات، أو مقالات معينة أو مكونات أخرى يمكن التعرف عليها (مثل جدول المحتويات) منها: معرف عنصر الناشر (PII)، والعنصر التسلسلي، ومعرف المساهمة (SICI).

### الوسائط مقابل المحتوى
ينبغي وجود رموز الرقم الدولي التسلسلي الموحد ISSN منفصلة لإصدارات المنشور الدوري في كل من الوسائط المختلفة. (باستثناء الأشكال الدقيقة للتكاثر). وبالتالي، فإن إصدارات الوسائط المطبوعة، والإلكترونية من المنشور الدوري تحتاج إلى أرقام ISSN منفصلة، كذلك تتطلب إصدارات الأقراص المضغوطة CD-ROM، وإصدارات الويب رموز ISSN مختلفة. ولكن يمكن استخدام نفس الرقم الدولي التسلسلي الموحد لتنسيقات الملفات بالصيغ المختلفة (مثل PDF و HTML) من نفس الإصدار عبر الإنترنت.
كان هذا «التعريف الموجه للوسائط» للمتسلسلات منطقيًا في حقبة السبعينيات. أما في حقبة التسعينيات وما بعدها مع تطوّر أجهزة الحواسب الشخصية، والشاشات الأفضل، والويب، فقد بات من المنطقي أخذ المحتوى فقط بعين الاعتبار، وبشكلٍ مستقل عن الوسائط. كان «تحديد المحتوى الموجه» للمتسلسلات مطلبًا رئيسيًّا خلال عقد من الزمان، إلا أن هذا النوع من التحديث لم يطرأ على الرقم الدولي الموحد. فكان التعريف الفريد للمواد في المنشورات المتسلسلة هو الامتداد الطبيعي للرقم التسلسلي الدولي الموحد وهو السبيل لتطبيق المطلب الرئيسي. وقد وصل نموذج محتويات المتسلسلات البديلة مع نموذج محتوى إنديكس indecs وتطبيقه، ومعرف الكائن الرقمي (DOI)، وهو مبادرة مستقلة عن ISSN، تم دمجها في حقبة الألفينيات.
في وقت لاحق فقط في عام 2007 تم تعريف الرقم الدولي التسلسلي الموحد الرابط ISSN-L في معيار ISSN الجديد (ISO 3297: 2007) على أنه «ISSN المعين من قبل شبكة ISSN لإتاحة إمكانية التجميع أو النسخ من مورد مستمر يربط بين الوسائط المختلفة».

## الاستخدام في اسم المورد الموحد URN
يمكن ترميز الرقم الدولي التسلسلي الموحد ISSN كاسم مورد موحد (URN) من خلال وضعه بعد الصيغة التالية: "urn:ISSN:"
فيمكن على سبيل المثال الإشارة إلى مجلة السكك الحديدية البريطانية Rail باسم:
"urn:ISSN:0953-4563"
ولكن ينبغي أن نراعي أن خانات اسم المورد الموحد حساسة لحالة الأحرف، وأن خانات الرقم الدولي الموحد ISSN كلها تكتب كأحرف استهلالية. فإذا كان رقم التحقق في الرقم الدولي التسلسلي الموحد هو "X"، فسيتم ترميزه دائمًا بأحرف كبيرة في اسم المورد الموحد URN.

### المشكلات
·             يكمن الفارق بين اسم المورد الموحد، والرقم الدولي التسلسلي الموحد في أن صيغة اسم المورد الموحد URNs تكون موجهة نحو المحتوى، بينما تكون صيغة الرقم الدولي التسلسلي الموحد ISSN موجهة للوسائط. وبالتالي، فإن الرقم الدوليّ الموحد لا يكون واحدًا كي يعبر عن المجلة كمجموعة محتويات، أو أي محتوى محمي بحقوق الطبع والنشر عمومًا، فقد تحتوي المجلة نفسها (نفس المحتويات ونفس حقوق النشر) على رمزين أو أكثر من رموز ISSN. بينما يحتاج معه لاسم المورد الموحد URN للإشارة إلى «المحتوى الواحد» (كالمجلة الواحدة، أو كالمرجع الواحد المكون من مجموعة محتويات).
مثال:
مجلة الطبيعة Nature لها رقمًا دوليًّا موحدًا ISSN لنسختها المطبوعة هو: " 0028-0836"، وآخر لنفس المحتوى ولكن لإصدارها على الويب وهو: " 1476-4687"، ومن ثمّ استخدام الرقم الأقدم فقط " 0028-0836" كمعرف موحد. ونظرًا لأن الرقم الدولي المتسلسل لهما ليس واحدًا، فقد احتاجت المكتبة الوطنية الأمريكية للطب قبل عام 2007 إلى إنشاء معرف NLM الفريد JID.
·             لا يقدم الرقم الدولي التسلسلي الموحد ISSN آليات حل مثل معرف الكائن الرقمي (DOI)، أو اسم المورد الموحد (URN)، لذلك يتم استخدام معرف الكائن الرقمي DOI باعتباره اسم مورد موحد للمقالات، ولأسباب تاريخية لم يعد هناك داعي لوجود الرقم الدولي التسلسلي الموحد ISSN.
مثال:
وفقًا لمعرف الكائن الموحد يمكن تمثيل اسم "10.1038/nature13777" كسلسلة HTTP بواسطة:
https://dx.doi.org/10.1038/nature13777
وإعادة توجيهه (تفكيكه) إلى صفحة المقالة الحالية، لكن لا توجد خدمة ISSN عبر الإنترنت مثل http://dx.issn.org/ لتفكيك الرقم الدولي الموحد للمجلة (والذي هو في هذا المثال 1476-4687).
يعمل اسم المورد الموحد URN على تبسيط البحث عن البيانات، واستعادتها، وتسليمها لمختلف الخدمات بما في ذلك وعلى وجه الخصوص أنظمة البحث، وقواعد بيانات المعرفة. ومن ثمّ فقد تم إنشاء الرقم الدولي التسلسلي الموحد الرابط ISSN-L لملء هذه الفجوة كما ذكرنا بالأعلى.

## تسميات فئة الوسائط
تعد الإصدارات المطبوعة، والإلكترونية هما الفئتان المعياريتان للوسائط التي تتوفر فيهما المتسلسلات بأكبر قدر. وقد تحتوي هذه الفئات في سياقات البيانات الوصفية (على سبيل المثال JATS)على تسميات قياسية.

### الرقم الدولي الموحد للمطبوعات Print ISSN
وتسمى اختصارًا p-ISSN وهو الرقم الدولي التسلسلي الموحد لإصدار وسائط الطباعة (الورقية) من المنشور المسلسل. وعادة ما تكون هي «الوسائط الافتراضية» وبالتالي فهي «ISSN الافتراضية».

### الرقم الدولي التسلسلي الموحد الإلكتروني Electronic ISSN
ويطلق عليها اختصارًا e-ISSN (أو eISSN) وهو الرقم الدولي التسلسلي الموحد لإصدار الوسائط الإلكترونية (عبر شبكة الإنترنت) من المنشور المتسلسل.

## اقرأ أيضا
- معرف الوثيقة الرقمية
- رقم دولي معياري للكتاب